# Zwergara

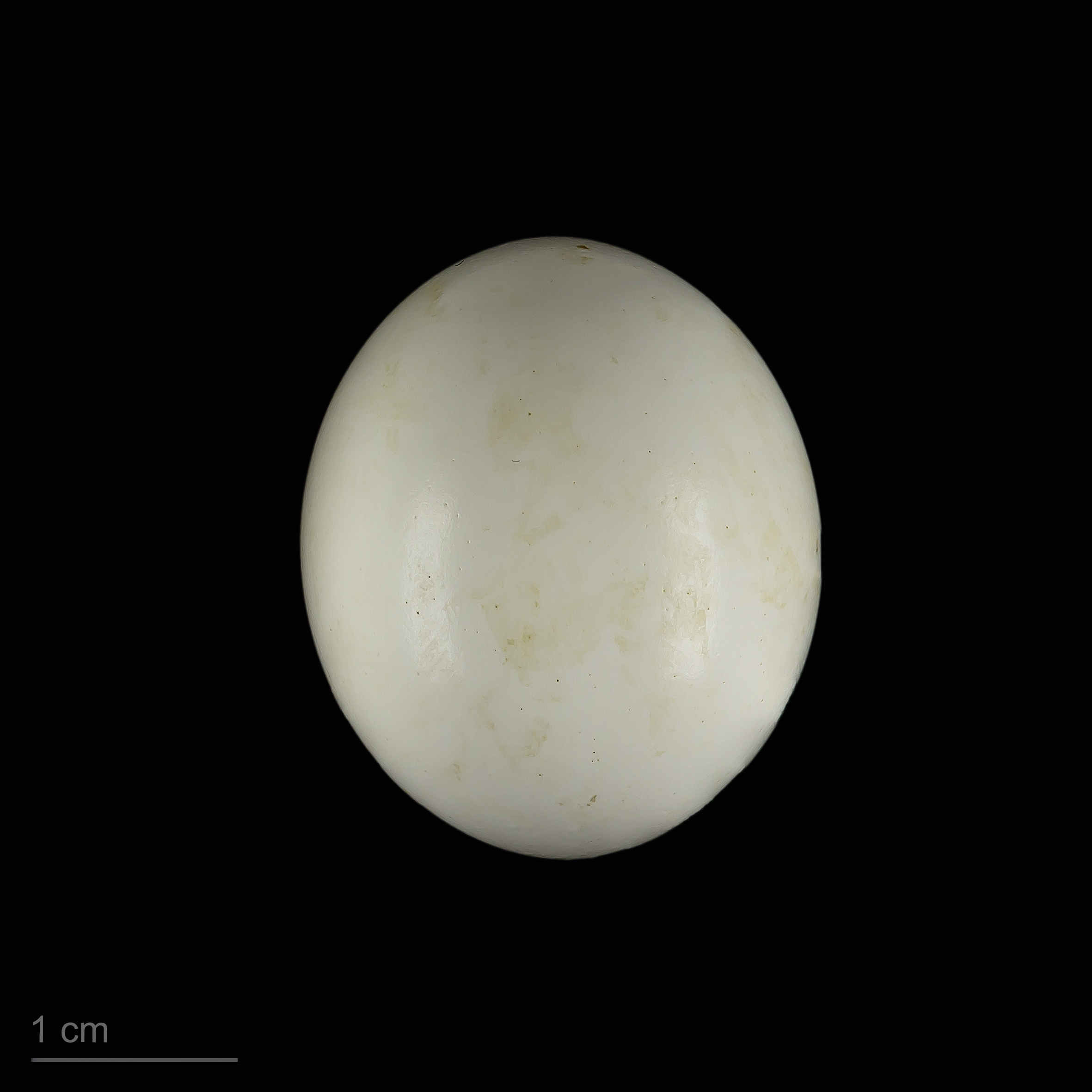
Diopsittaca nobilis

Der Zwergara (Diopsittaca nobilis, Syn.: Ara nobilis), gelegentlich auch Grauschnabel-Zwergara, ist die einzige Art der Gattung der Zwergaras (Diopsittaca) innerhalb der Familie der Eigentlichen Papageien (Psittacidae). Sie ist in Süd- und Mittelamerika beheimatet. Die Art wurde bis vor kurzer Zeit noch der Gattung der Eigentlichen Aras zugeordnet. Der Umfang der Art wird seit langem kontrovers diskutiert: Nach heutiger Auffassung gehören zu dieser Art drei Unterarten, der Diopsittaca n. nobilis als Nominatform sowie zwei weitere Unterarten.
Die Gattung Diopsittaca kann als vermittelnde Gattung zwischen Ara und der Gattung Aratinga (Keilschwanzsittiche) in deren ursprünglichen Umfang, angesehen werden. Das Wort Ara ist indigenen Ursprungs, das lautmalerisch aus dem Schrei der Tiere gebildet wurde. Diese typischen Laute sind jedoch nur den großen Arten eigen. Die Gattung Diopsittaca wurde vom US-amerikanischen Ornithologen Robert Ridgway 1912 erstmals definiert.

## Merkmale
Das auffälligste Merkmal der Gattung ist die geringe Größe mit maximal 30 cm. Ein Geschlechtsdimorphismus besteht nicht. Jungtiere sind farblich von Alttieren zu unterscheiden. Die Bauchseite ist mehr gelbgrün und die Zehen sind dunkelgrau.
Alle drei geographischen Unterarten sind Bewohner der Tiefländer und selten in Höhen über 400 Meter vorzufinden. Außerhalb der Brutzeit sind die Zwergaras Schwarmtiere, was sie merklich von den verwandten Gattungen, die meist paarweise oder nur in kleineren Familienverbänden auf Nahrungssuche gehen, unterscheidet. Hier zeigt sich auch das nahe Verwandtschaftsverhältnis zu den Arten der heutigen Aratinga-Gruppe, die teilweise in sehr großen Schwärmen übers Land ziehen.
Bevorzugter Lebensraum sind offene Palmwälder. In den brasilianischen Provinzen Maranhao, Pará und Piauí ist eine Verbreitung in Stadtrandzonen zu bemerken. Eine dauerhafte Paarbildung wie bei den großen Araarten der verwandten Gattungen ist nicht zu erkennen.

## Systematik

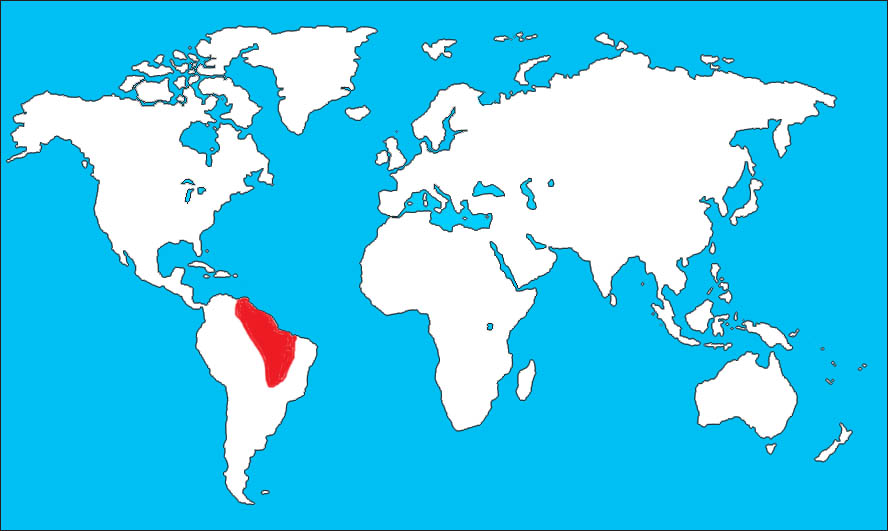
Das Brutgebiet reicht von Guayana über Venezuela bis in die nördlichen Provinzen Brasiliens.

Durch die Revision der Gattungen Ara und Aratinga wurde der Grauschnabel-Zwergara (Diposittaca nobilis) als einzige Art in die Gattung Diopsittaca gestellt. Neben der Nominatform enthält die Art zwei Unterarten:
- Diopsittaca nobilis nobilis (Linnaeus, 1758) – Venezuela & Guyana (Als Nominatform meist Hahns Zwergara genannt)
- Diopsittaca n. cumanensis (Lichtenstein, MHC, 1823) – Brasilien (südlich des Amazonas bis Goias)
- Diopsittaca n. longipennis Neumann, 1931 – Brasilien (In den Provinzen Mato Grosso bis São Paulo)

## Problematik der Systematik
Die Gattung Diposittaca steht dem früher zur Gattung Aratinga gestellten Spitzschwanzsittich (Thectocercus acuticaudatus) verwandtschaftlich näher als der Gattung Ara.
Früher wurden, je nach Autor, zwischen 15 und 24 Arten mit 53 bis 57 Unterarten zur Gattung Aratinga gezählt. Jedoch wurde aufgrund molekulargenetischer Untersuchungen festgestellt, dass einerseits der Pavuasittich (Aratinga leucophthalmus), der nun der Gattung Psittacara zugeordnet wird, nur entfernt mit den meisten anderen Aratinga-Arten verwandt ist, andererseits der traditionell zur Gattung Nandayus gezählte Nandaysittich (Aratinga nenday) ihnen verwandtschaftlich sehr nahe steht, die Gattung in ihrer bisherigen Zusammensetzung also polyphyletisch war. Deshalb würden einige Arten in die Gattungen Eupsittula, Psittacara und Thectocercus gestellt.